# Stara Wieś (Rawa)
Pour les articles homonymes, voir Stara Wieś.
Stara Wieś est une localité polonaise de la gmina de Biała Rawska, située dans le powiat de Rawa Mazowiecka en voïvodie de Łódź.